# Epidauros (Mythologie)
Epidauros (altgriechisch Ἐπίδαυρος Epídauros, lateinisch Epidaurus) war in der griechischen Mythologie der eponyme Heros der Stadt Epidauros. 
Die Bibliotheke des Apollodor gibt an, dass es der Sohn des Argos und der Euadne sei. Pausanias sagt, dass in den Eoien des Dichters Hesiod auch Argos als seinen Vater angegeben wurde. Diese Passage in den Eoien ist jedoch nicht erhalten. Die Argiver würden diese Darstellung teilen. Die Eleer würden aber Pelops und die Epidaurier Apollon als Vater nennen.
Seine Geschwister sind Peiras, Kriasos und Ekbasos und nach Pausanias noch Phorbas und Tiryns. Nachkommen des Epidauros wurden aber keine überliefert.